# Sinowilsonia
Genre
Espèce
Classification APG III (2009)
Statut de conservation UICN

 NT  : Quasi menacé
Sinowilsonia est un genre monospécifique de la famille des Hamamélidacées, endémique de Chine. Son unique espèce est Sinowilsonia henryi.
Nom chinois : 山白树 (Sinowilsonia henryi) - 山白树属 (Sinowilsonia)

## Description[1]
Sinowilsonia henryi est un petit arbre caduc, pouvant atteindre huit mètres de haut. Son bois est blanc et lourd.
Ses feuilles, opposées, ovales aux marges dentelées, légèrement asymétriques, soyeuses, ont de 10 à 18 cm de long sur 8 à 10 cm de large.
Les inflorescences, apparaissant au printemps - mars, avril -, avant ou avec les premières feuilles, sont des racèmes ou épis terminaux pendants, de six à huit centimètres de long.
Les fleurs sont unisexuées, à cinq sépales, apétales. Les fleurs mâles comptent cinq étamines opposées aux sépales et au filament très court et portent un ovaire avorté. Les fleurs femelles portent cinq staminodes, deux styles biloculaires. Chaque locule ne compte qu'un ovule.
Le fruit est une capsule ovoïde à deux valves, déhiscente, biloculaire avec une unique graine par locule de 8 mm environ de diamètre.
L'espèce compte 2n = 24 chromosomes. Le site eFloras - Flore de Chine - signale des exemplaires tétraploïdes à 48 chromosomes.
Une variété, caractérisée par des feuilles glabres abaxialement, a été décrite :
- Sinowilsonia henryi var. glabrescens H.T.Chang (1979)

Un homonyme est constitué par une dénomination horticole (probablement une coquille) : Sinowilsonia wilsonii (1936).

## Distribution
Cette espèce est endémique de Chine : Gansu, Henan, Hubei, Shaanxi, Shanxi, Sichuan.
Son utilisation ornementale l'a diffusée dans l'ensemble des pays à climat tempéré.
Les forêts des bords des cours d'eau constituent son habitat d'origine.

## Utilisation
Sinowilsonia henryi est utilisée comme arbre d'ornement en raison de son port étalé et de son développement réduit. Mais elle reste encore peu diffusée.
Cette espèce demande un sol humifère et bien drainé, tout en se satisfaisant d'une exposition à la mi-ombre.

## Historique et position taxinomique
William Botting Hemsley, à partir d'un échantillon collecté par Augustine Henry au Hubei, décrit une première fois ce genre comptant une unique espèce sous le nom de Sinowilsonia . Il dédie le genre à Ernest Henry Wilson et l'unique espèce à Augustine Henry (1857 - 1930) qui l'a collectée.
En 1910, Renato Pampanini décrit sous le nom de Corylopsis macrostachya un exemplaire de cette même espèce. En 1913, Charles Sprague Sargent et Ernest Henry Wilson établissent la synonymie de Corylopsis macrostachya avec Sinowilsonia henryi.
L'espèce fossile et disparue Fortunearites endressii trouvée dans des terrains de l'Oregon datant de 43 à 45 Ma - éocène moyen - et décrite par Steven R. Manchester, présente des caractères communs aux genres Fortunearia et Sinowilsonia, caractères qui en font une bonne candidate d'ancêtre de ces deux genres.
Le genre est placé dans la tribu des Corylopsideae dans la sous-famille des Hamamelideae (avec les genres Corylopsis et Fortunearia).

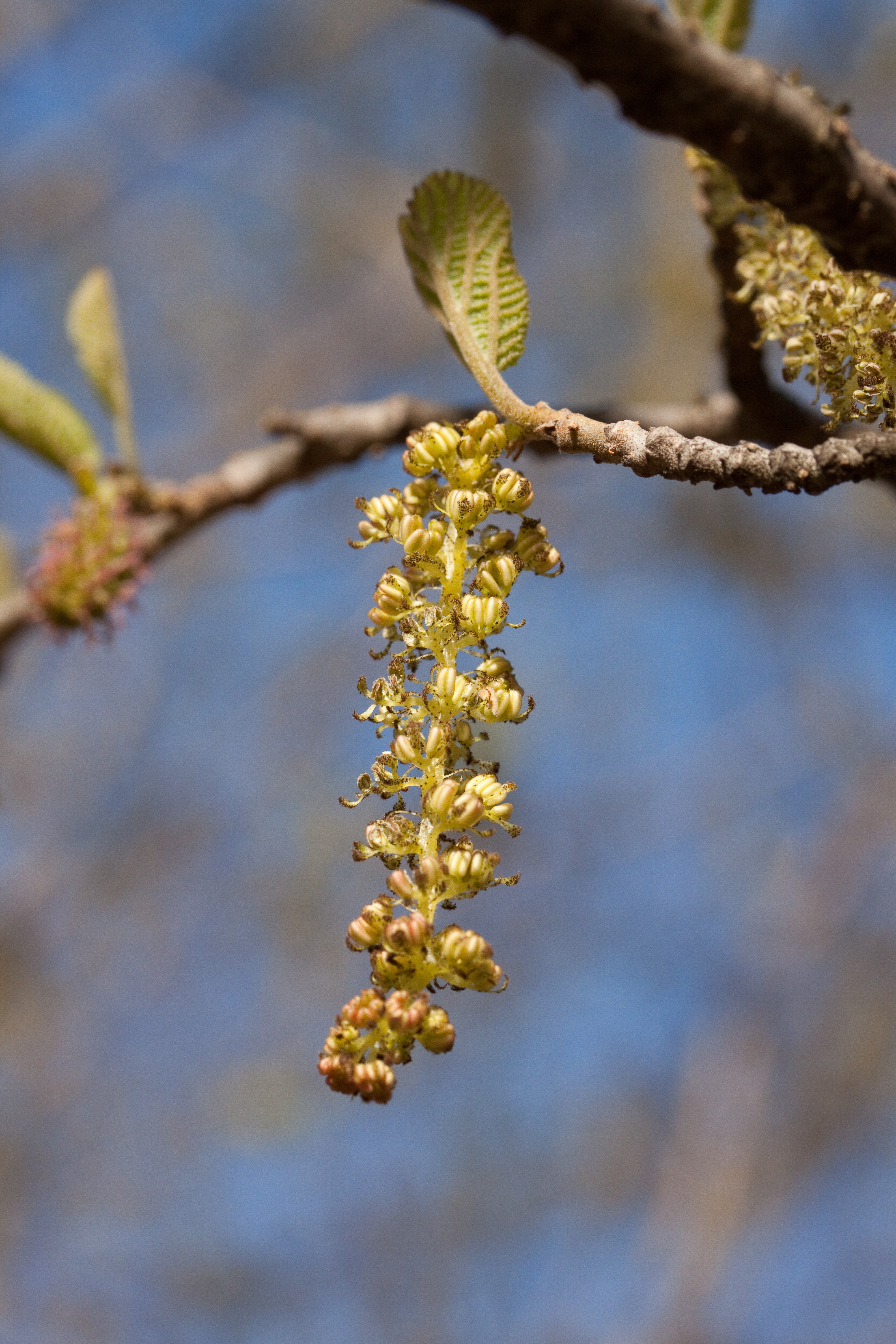
Épi floral
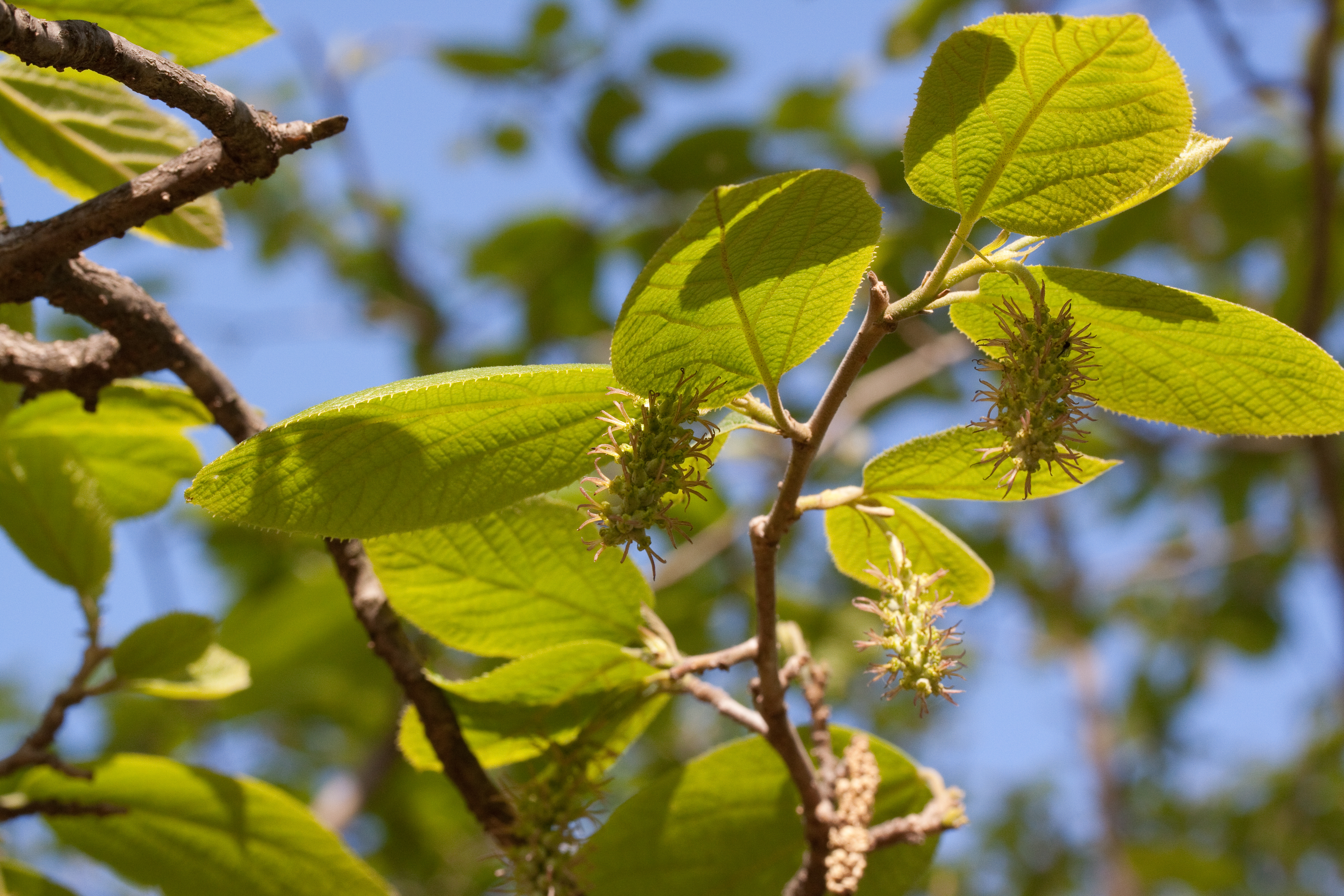
Fin de floraison
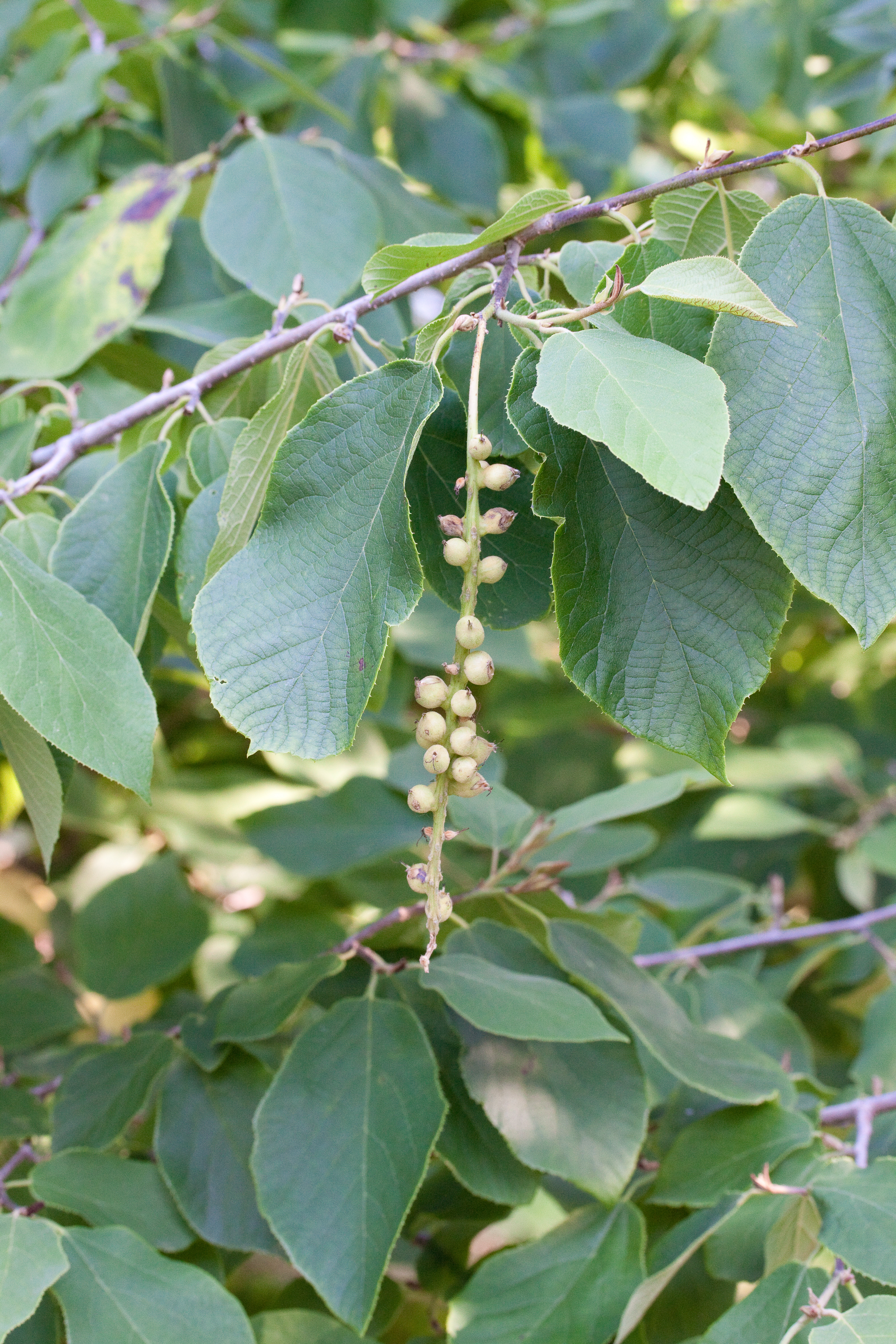
Jeunes fruits
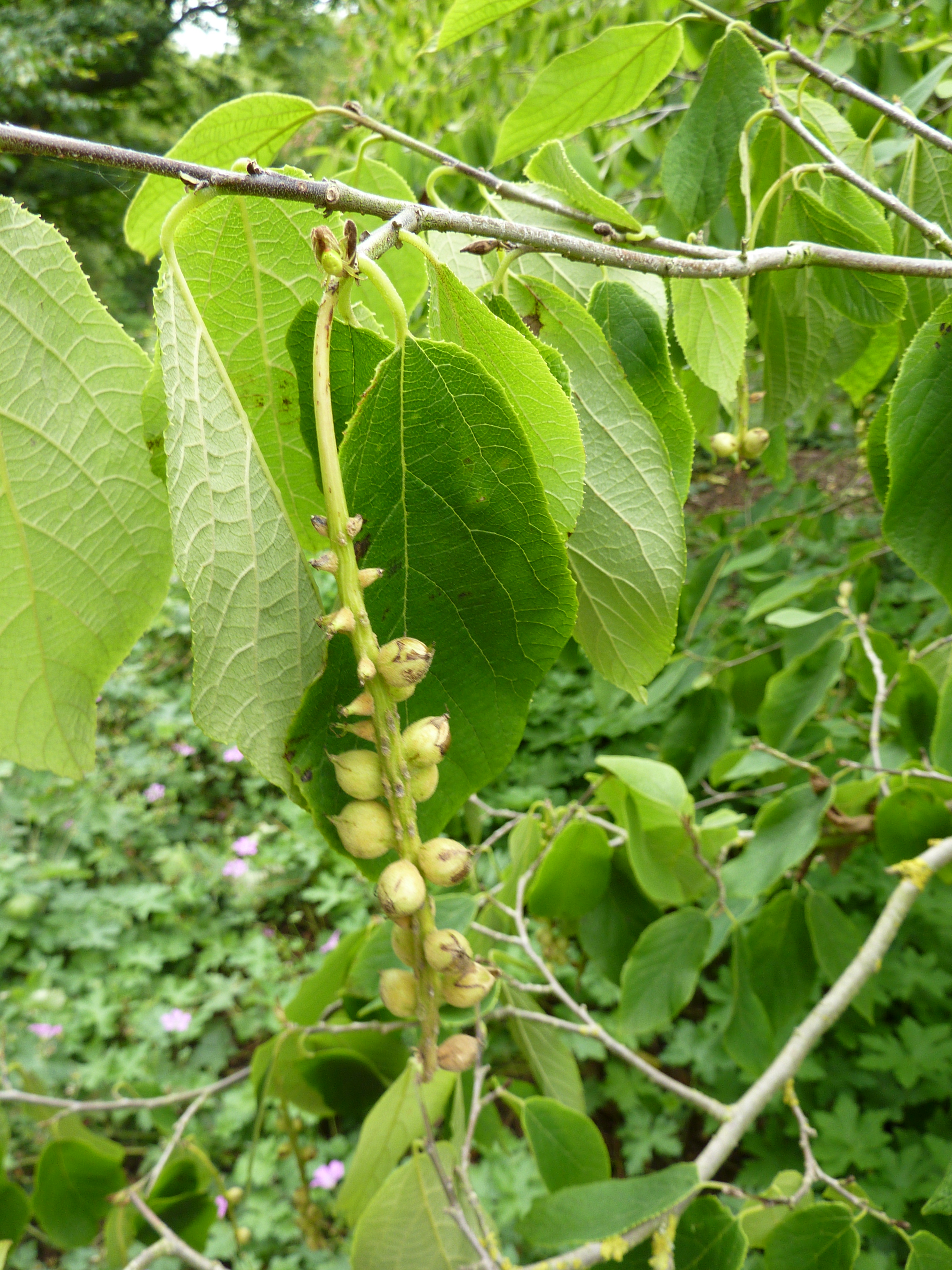
Fruits
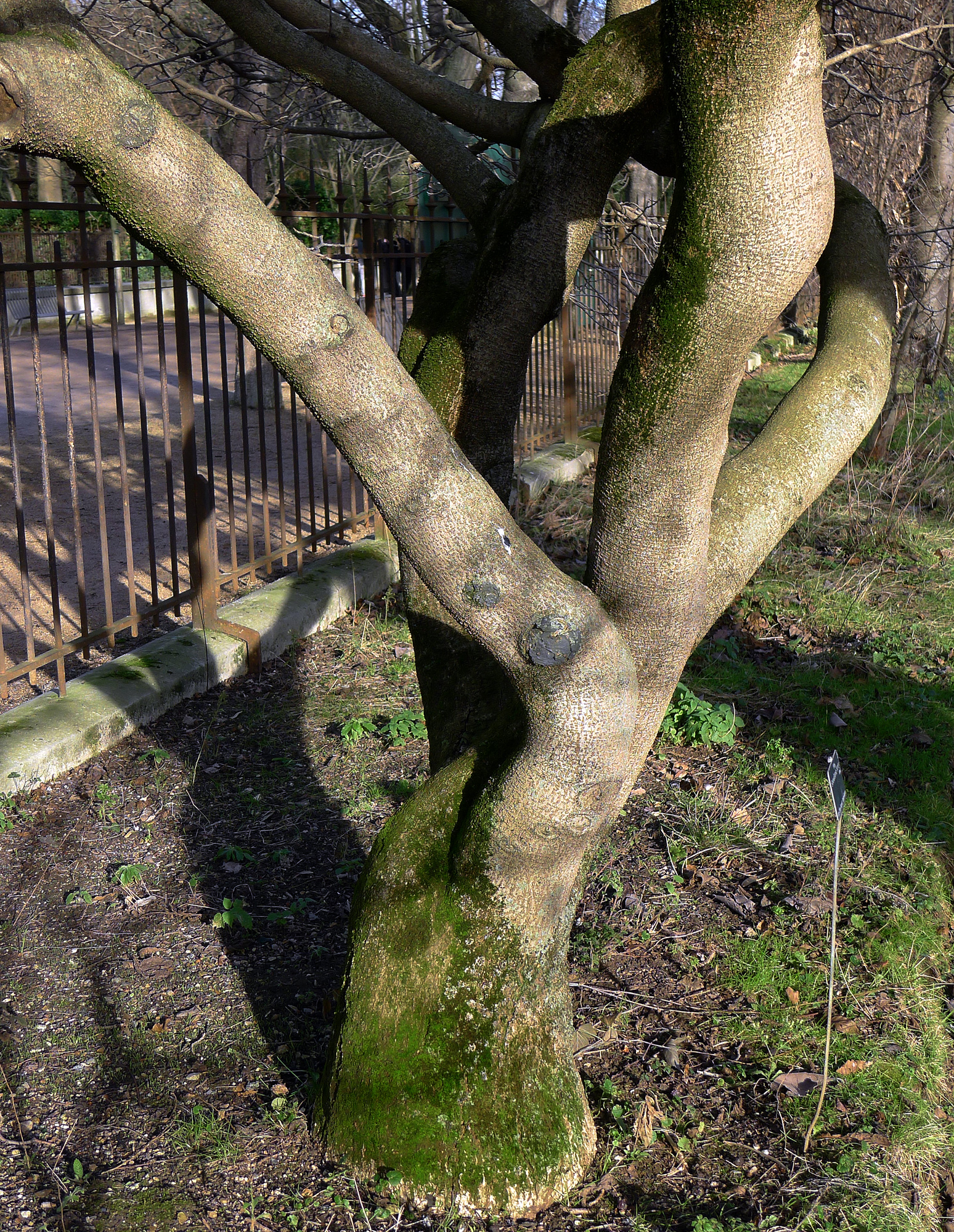
Tronc en hiver (spécimen du jardin des plantes de Paris)